# День прийняття Криму, Тамані та Кубані до складу Російської імперії
«День прийняття Криму, Тамані та Кубані до складу Російської імперії» (рос. День принятия Крыма, Тамани и Кубани в состав Российской империи) — починаючи з 3 серпня 2018, дата, іменована святом в Росії, яка справляється 19 квітня. День святкування встановлений федеральним законом № 336-ФЗ.

## Історія
19 квітня (8 квітня за старим стилем) 1783 року імператриця Катерина II підписала найвищий маніфест і почала незаконну анексію Кримського ханства і насильницьке включення Криму до складу Російської імперії.
Ініціаторами прийнятого закону стверджується, що своєрідний аншлюс Криму в XVIII столітті був вимушеним заходом, так як нібито «жителі страждали від воєн», але історично це ніяк не підтверджується. В даному законопроєкті також йдеться і про те, що військове вторгнення в Україну в 2014 році та незаконна окупація півострова Крим, а саме АР Крим та міста Севастополь, це якесь міфічне продовження приналежності українського півострова до Росії.

## Реакція в Україні
Міністр закордонних справ України Павло Клімкін оцінив ухвалений у Росії закон про святкування 19 квітня «Днем прийняття Криму, Тамані та Кубані до складу Російської імперії» жалюгідним кроком і демонстрацією слабкості Росії.